# Translacija
Translacija (lat. translatio: prijenos) ili paralelni pomak preslikavanje je ravnine koje s obzirom na zadanu orijentiranu dužinu {\displaystyle {\overline {AB}}} svakoj točki ravnine {\displaystyle X} pridružuje neku drugu točku {\displaystyle Y} takvu da dužina {\displaystyle {\overline {XY}}} ima jednaku duljinu, smjer i orijentaciju kao i dužina {\displaystyle {\overline {AB}}}.
S druge strane, translacija krutoga tijela, u mehanici, gibanje je krutoga tijela bez rotacije pri kojemu se sve točke tijela gibaju po jednakim putanjama. Translatorno gibanje ili pravocrtno gibanje je gibanje u kojem sve točke krutog tijela u jednom trenutku imaju istu brzinu i prevale isti put, i zato je svaka na tom tijelu za vrijeme gibanja sama sebi paralelna.

## Jednoliko pravocrtno gibanje
Jednoliko pravocrtno gibanje  ili jednoliko gibanje po pravcu je gibanje tijela bez ubrzanja. Tijelo se giba uvijek istom brzinom v i tijekom čitavog puta prevaljuje uvijek jednake puteve s. Jednadžba za brzinu tijela tijekom jednolikog pravocrtnog gibanja je:
{\displaystyle v={s \over t}}

## Jednoliko ubrzano gibanje po pravcu
Jednoliko ubrzano gibanje po pravcu ili jednoliko ubrzano pravocrtno gibanje je gibanje po pravcu kod kojega se ubrzanje (akceleracija) ne mijenja, to jest to je gibanje stalnim (konstantnim) ubrzanjem. To znači da je pravo ubrzanje jednako srednjem (prosječnom) u bilo kojem vremenskom razmaku (intervalu). Posve isto značenje ima određenje da se kod jednoliko ubrzanog gibanja po pravcu brzina promijeni za jednake iznose u jednakim vremenskim razmacima (intervalima). Veličine koje opisuju gibanje su ubrzanje, brzina i pređeni put, te se kao funkcije vremena opisuju sljedećim jednadžbama:
{\displaystyle a=konst.}
{\displaystyle v=a\cdot t+v_{0}}
{\displaystyle s={a \over 2}\cdot t^{2}+v_{0}\cdot t}

## Slobodni pad
Slobodni pad je jednoliko ubrzano pravocrtno gibanje tijela bez početne brzine, uzrokovano djelovanjem Zemljine privlačne sile ili sile teže (gravitacija), kao i pojava težine tijela. Pri tome tijelo pri padu uz stalno ubrzanje prevaljuje sve veći put, jer je brzina pada sve veća. Važno je napomenuti da ubrzanje tijela ne ovisi o masi tijela. U slobodnom padu prevaljeni put tijela koje slobodno pada (inače se označava sa s) je u ovom slučaju visina s koje tijelo pada te se označava s h, akceleracija ili ubrzanje (inače se označava s a) je u ovom slučaju gravitacija te se označava s g, vrijeme s t, a brzina s v. Jednadžba jednolikog ubrzanog gibanja po pravcu:
{\displaystyle v=a\cdot t}
postaje jednadžba slobodnog pada:
{\displaystyle v=g\cdot t}
Jednadžba koja opisuje zavisnost vremena o visini s koje tijelo pada i gravitaciji, glasi:
{\displaystyle {t^{2}}={\frac {2\cdot h}{g}}=>t={\sqrt {\frac {2\cdot h}{g}}}=>h={\frac {g\cdot t^{2}}{2}}={\frac {v\cdot t}{2}}}
Jednadžba koja opisuje zavisnost brzine o visini s koje tijelo pada i gravitaciji, glasi:
{\displaystyle {v^{2}}={2\cdot h\cdot g}=>v={\sqrt {2\cdot h\cdot g}}=>h={\frac {v^{2}}{2\cdot g}}}
Ono što je vidljivo jest da bez otpora zraka (vakum) da slobodni pad nije ovisan o težini nekog tijela koji je u slobodnom padu, već je isključivo ovisan o sili teže.